# HD 162517
HD 162517，又名CD-3512013，SAO 209404、HR 6653，是一颗恒星，视星等为6.03，位于銀經355.05，銀緯-4.76，其B1900.0坐标为赤經17h 46m 14.5s，赤緯-35° -4.76′ 51″。